# Torneo de Ruan 2025
El Open de Rouen 2025 fue un torneo de tenis profesional jugado en canchas de tierra batida al aire libre. Se trató de la 4.ª edición del torneo que formó parte de los Torneos WTA en 2025. Se llevó a cabo en Ruan, Francia, entre el 14 de abril al 20 de abril de 2025.

## Cabezas de serie

### Individuales
| Tenista           | Ranking | Preclasificada |
| Elina Svitolina   | 18      | 1              |
| Linda Nosková     | 33      | 2              |
| Olga Danilović    | 39      | 3              |
| McCartney Kessler | 43      | 4              |
| Moyuka Uchijima   | 51      | 5              |
| Alycia Parks      | 54      | 6              |
| Lucia Bronzetti   | 59      | 7              |
| Sonay Kartal      | 60      | 8              |

- Ranking del 7 de abril de 2025.

### Dobles
| Tenista                         | Ranking | Preclasificada |
| Irina Khromacheva Linda Nosková | 98      | 1              |
| Makoto Ninomiya Katarzyna Piter | 110     | 2              |
| Emily Appleton Qianhui Tang     | 148     | 3              |
| Nao Hibino Maia Lumsden         | 163     | 4              |

## Campeonas

### Individuales femeninos
Elina Svitolina venció a  Olga Danilović por 6-4, 7-6(8)

### Dobles femenino
Aleksandra Krunić /  Sabrina Santamaria vencieron a  Irina Khromacheva /  Linda Nosková por 6-0, 6-4